# Didymopsorella lemanensis
Didymopsorella lemanensis är en svampart som först beskrevs av Doidge, och fick sitt nu gällande namn av Hirats. 1954. Didymopsorella lemanensis ingår i släktet Didymopsorella och familjen Uropyxidaceae.   Inga underarter finns listade i Catalogue of Life.